# Daniël Cans
Pour les articles homonymes, voir Cans.
Daniël Hyacinthe Léon Cans, né à Bruxelles, le 11 février 1801 et y décédé le 28 avril 1889  fut un homme politique belge francophone libéral.
Il fut éditeur, imprimeur et fondateur de la maison d’édition Méline, Cans et Cie ; directeur-général de la Caisse Générale d'Épargne et de Retraite (1865-1887) ; juge (1838-1841) puis président du tribunal de commerce de Bruxelles (1845-1847).
Il fut conseiller communal à Bruxelles et membre du parlement (1845-54), élu de Bruxelles,,.